# Музика Італії
Італія відігравала і відігрує одну з провідних ролей у європейській музиці. Музика Італії традиційно була одним із культурних маркерів італійської національної та етнічної ідентичності, посідаючи важливе місце в суспільстві і в політиці Італії. Італійські музичні нововведення – у звукоряді, гармонії, нотації і музичному театрі – наприкінці XVI століття дозволило розробити оперу, і багато чого із сучасної європейської класичної музики, як-от симфонія чи концерт – варіюється в широких рамках опери та інструментальної класичної музики або популярної музики, взятих як із вітчизняних, так і з імпортованих джерел. 
Італійська народна музика — важлива частина музичної спадщини країни, яка охоплює різноманітні регіональні стилі, інструменти та танці. Інструментальна та вокальна класична музика є знаковою частиною італійської ідентичності, що особливо стосується симфонічної музики та опери. Опера є невід'ємною частиною італійської музичної культури і стала основним сегментом популярної музики. Неаполітанська пісня і традиції авторів-виконавців (cantautori) — це теж популярні вітчизняні стилі, які є важливою складовою італійської музичної індустрії поряд із привнесеними зі США жанрами, такими як джаз, рок і гіп-гоп.

## Найдавніший період
Про те, яка музика була в Стародавньому Римі, вчені можуть тільки здогадуватися. Від давньоримської доби не збереглося нот, які б дозволили нам її уявити. Найраніші відомі італійські музиканти пов'язані з католицькою церквою. Двома найбільшими центрами релігії та музики в Італії першого тисячоліття були Рим і Мілан. Єпископ Мілану Святий Амвросій (333—397) запозичив із Сирії низку музичних методів, таких як антифонічне звучання. Він був автором ряду гімнів.

## Середньовіччя
Чи не найзначнішою постаттю в реформації і кодифікації музичного ритуалу католицької церкви був папа Григорій Великий. Він більш уславився як організатор, аніж творець, а загальний звичай називати ввесь сакральний спів григоріанським і далі залишається йому нагородою в цій галузі. Іншою постаттю, досить значною в уніфікації і передачі співу, був чернець ордену бенедиктинців Гвідо д'Ареццо.
Розвиток поезії серед простого люду, який сприяв ритмічності і римуванню, привів до того, що нові музичні діячі почали будувати музику на поезії. Найбільш ранні такі італійські п'єси належать до XIII ст. У наступному столітті відзначалися розквіт і важливі зрушення насамперед у використанні поліфонії і ритміки. Теоретики того часу назвали таке мистецтво «арс нова» (нове мистецтво). Найраніші твори поліфонічної музики в Італії відносять до XIV ст. З'явилися окремі форми, такі як мадригал, а також каччіа (співалися на ловах чи полюванні) і баллата. Видатним композитором того часу був Франческо Ландіні. Ще в дитинстві він зацікавився поезією, філософією, астрологією й навчився грати на ряді інструментів.

## Ренесанс
У XV і XVI ст. Італія була здебільшого імпортером музичних талантів. Проте, вже наприкінці XV ст. Італія почала ставати країною з великою кількістю музикантів. У Флоренції за часів Лоренцо Медічі (1448—1492) на карнавальних святах широко використовувалися співаки «carnascialeschi» (карнавальні співаки). У Мантуї композитори розробили фратолу, яка в XVI ст. прийшла на зміну мадригала і стала одним із найбільших здобутків тоді квітучого італійського музичного мистецтва.
На початку XVI ст. мадригал використовувався французькими і нідерландськими композиторами, вихідцями з Італії, як-от Костанцо Феста (1490-1545). Останні мадригали написали переважно італійці, такі як Лука Маренціо, Джезуальдо да Веноза і Клаудіо Монтеверді. Сакральна музика зосереджувалася у двох основних центрах: Римі та Венеції. Римська школа представлена перш за все творчістю Джованні П'єрлуїджі да Палестрина. Працюючи під упливом контрреформації, Палестрина написав близько 105 творів. Венеційську школу заснував фламандець Адріан Вілларт, який був керівником капели Собору Святого Марка у Венеції з 1527 до 1562 р. Вілларт і його студент Андреа Габріелі та племінник Андреа Джованні Габріелі створили багатохоровий стиль композиції, заснований на опозиції і контрасті та змішуванні груп виконавців.
Від початку і до кінця XVI ст. значним осередком творення музики була Венеція. Надрукований Оттавіано Петруччі в 1501 р. «Одекатон» став першим друкованим збірником партій із нотами. Петруччі надрукував понад 50 томів світської і церковної музики, так само як кілька томів музики для лютні.

## Бароко
Період найбільшого впливу італійської музики в  Європі тривав з кінця XVI до сер. XVIII століття. Протягом цього часу народилося нове ставлення до тексту і музики, почали враховувати звучання і стан слухача, зміни відбулися в дисонансі, ритмі і текстурі. Результатом став стиль бароко, який привів потім до виникнення таких жанрів як опера, ораторія, кантата, концерт, симфонія.
Першими операми були «Еврідіка», виконана Якопо Пері і Джуліо Каччіні та представлена широкому загалу у Флоренції в 1600 р., та «Уявлення про душу і тіло» Еміліо де Кавальєрі (1550—1602) представлена в Римі 1600 р. Перрі, Каччіні і Кавальєрі були пов'язані з товариством гуманістів у Флоренції під назвою «Camerata», який прагнуло прославитися і здобути популярність завдяки тому, що вони виконували музику стародавніх греків. Щоб зробити це, вони почали читати музику і ввели новий стиль речитативу (італ. recitativo) який допускав проектування тексту і його виразність. Голос супроводжувався співом хору, а сам стиль голосу дістав назву у сценографіі «фігурний бас». Повністю можливості нового стилю були представлені у першій опері Монтеверді Орфей (1607).
Рим був центром оперного життя приблизно з 1620 по 1630 рік. У Венеції 1637 року було відкрито першу публічну оперну залу, яку закрили наприкінці XVII століття. За цей відносно короткий час Венеція була оперною столицею Італії. Кілька чудових опер Венеції написав  Монтеверді і його учень П'єр Франческо Каваллі. У цей самий час виникли і інші музичні стилі, такі як кантата і ораторія — музична презентація сакральних творів. 
Однією з характерних рис музики бароко була розробка ідіоматичного стилю запису для різних інструментів. Найбільшим клавішним композитором в XVII столітті був Жорламо Фрескобальді, органіст Собору Святого Петра в Римі.
У добу бароко в Італії почали виготовлення скрипок. Деякі найбільші виробники скрипок працювали саме в ті часи, приміром, Аматі, Страдіварі і Гварнері, при чому всі троє — у місті Кремона. Партитура, яка почала домінувати в наступній половині XVII століття, на дві третини складалася з інструментів, перш за все скрипок, і мелодійних басових інструментів, таких як віолончель і клавішні, які наповнювали слухачів красивими звуками і гармонією. Чимало музики було написано у формі тріо-соната, найкращі ж її зразки належать до твоАркангело Корел.
Оркестрова музика також бере свій початок в епоху бароко. Великий інтерес був до використання контрасту і мас на концерті. Термін «concerto grosso» позначав виступ, на якому був контраст між великими і малими групами інструментів. Кореллі писав багато музики на різні варіації в тому жанрі. Найбільш значущими композиторами сольного концерту, які користувалися контрастом у поєднуванні груп, були Джузеппе Тореллі, Томазо Альбіноні і Антоніо Вівальді.
Досить визначним композитором на початку століття був засновник неаполітанської школи Алессандро Скарлатті, який написав понад 100 творів. Наприкінці XVII ст. виник такий різновид опери, як опера серіа. Комічну оперу створювали Джованні Перголезі, Джованні Паїзієлло і Доменіко Чімароза.
У наступній половині XVIII ст. не відмовлялися і від інструментальної музики. Своїми симфоніями здобув міжнародну славу міланський композитор Джованні Батіста Самартіні. Давав концерти Джованні Батіста Віотті — італієць, який працював у Франції та Англії. Великий внесок у камерну музику зробив Луїджі Боккеріні — італієць, який робив кар'єру в Іспанії.

## ХІХ століття
Найбільшою постаттю в італійській опері на початку XIX ст. був Джоаккіно Россіні. За два десятиліття Россіні створив близько 40 опер, як серйозного, так і комічного жанру. Його найкращий комічний витвір — «Севільський цирульник» (1816). Остання опера Россіні «Вільгельм Телль» (1829) написана у Парижі, де він пробув з 1824 по 1837 і з 1855 до своєї смерті в 1868 р.
Після Россіні неабияку популярність здобули Вінченцо Белліні і Гаетано Доніцетті. Мистецтво Белліні — це витончений чіткий ліризм, а його найкращі творіння, такі як «Норма» (1831), отримують високі оцінки. Твори Гаетано Доніцетті мають живий темперамент, а найкращими з них є комедійний «Дон Паскуале» (1843) і трагічний «Лючія ді Ламмермур» (1835).
У середині століття, починаючи з 1840-х, в опері Італії панівне становище займає Джузеппе Верді, який представив музичні та націоналістичні прагнення італійців. Він писав у трагічну добу: повстання в Італії, повстання на землях колишньої Речі Посполитої проти гноблення і за незалежність, революції 1848 р. Якраз у цей час кар'єра Верді перебуває на самій вершині, а його музичні опери наповнені драматизмом, як приховано так і явно, та виступають проти тиранії і ґніту.
Верді часто засновував свої опери на творах найбільших європейських драматургів, таких як Гюго, Шиллер і Шекспір. Найкращі опери Верді: «Ріголетто» (1851), «Трубадур» (1853), «Травіата» (1853), «Аїда» (1871), i «Отелло» (1887). Більшість його творів — це трагедії, але останній — «Фальстаф» (1893) є комедією.
Лібретистом для «Отелло» і «Фальстаф» був видатний композитор Арріґо Бойто, найкращим твором якого є «Мефістофель» (1868). Героїчні опери Верді створено в 1890-х рр. З'явився новий стиль під назвою «веризмо» (італ. Verismo «реалізм»). У цьому напрямі працювали П'єтро Масканьї («Сільська честь», 1890) і Руджеро Леонкавала («Паяци», 1892), але найбільш зрілим і успішним із них був Джакомо Пуччіні. Пуччіні був композитором із прекрасним відчуттям театру, із сумішшю різних елементів і сентименталізму у «Богемі» (1896), з химерними костюмами в «Тосці» (1900) і з екзотичною «Мадам Батерфляй» (1904).

## ХХ століття
Серед важливих композиторів, які зробили переворот на початку ХХ століття, найзначнішими були Джан Франческо Маліп'єро, Ільдебрандо Піцетті, Отторіно Респігі та Альфредо Казелла. Ці митці свідомо і спільно брали участь у відновленні інструментальної музики, якою знехтували в XIX столітті. Вони повернулись до творів італійського Ренесансу, до бароко і григоріанських хорів, у яких шукали натхнення. Найважливішим представником наступного покоління був Луїджі Даллапіккола і Гоффредо Петрассі, які налагодили близькі зв'язки між різноманітними композиторами поза межами Італії. Музика Петрассі впливала на Пауля Гіндеміта і Ігоря Стравінського. Даллапіккола, ознайомлений із творами Арнольда Шенберга і Антона Веберна увів «дванадцять тонів» у свій персональний стиль.
Сьогодні італійські музиканти працюють у найрізноманітніших стилях і напрямах: серійна музика, електронна музика, популярна музика — та використовують найрізноманітніші інструменти. Серед найзнаменитіших музикантів сучасної Італії можна назвати Бруно Мадерна, Луїджі Ноно, Лучано Беріо, Сільвано Бусотті.